# Nimrod (комп'ютер)

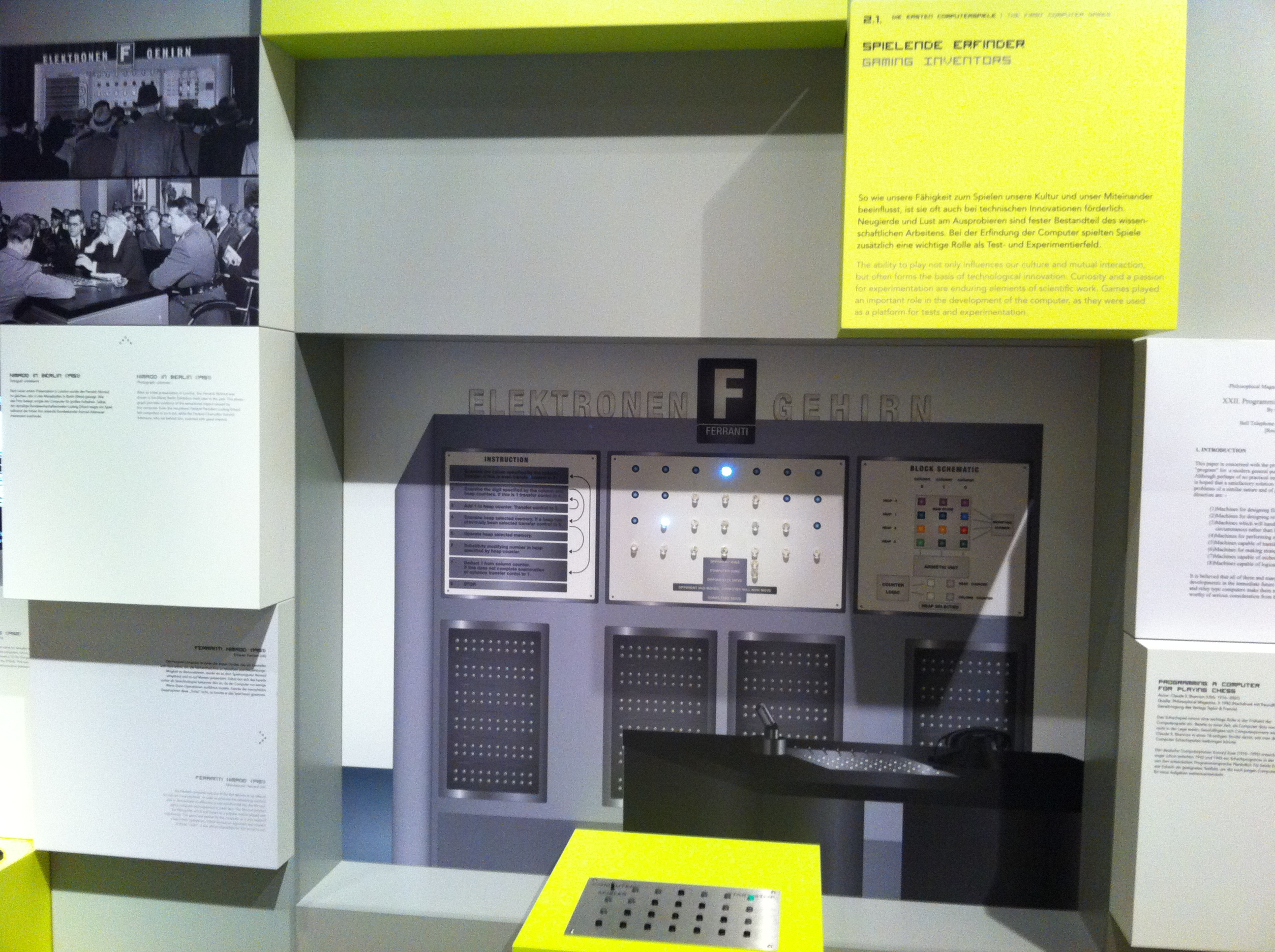

Nimrod (також NIMROD) - комп'ютер для гри в Нім. Мав режими як для гри людини з комп'ютером, так і для гри комп'ютера з самим собою. Створено компанією Ferranti і вперше представлений публіці 5 травня 1951 на виставці «Фестиваль Британії» (Festival of Britain). Таким чином, його можна вважати першим комп'ютером, створеним спеціально для гри. Однак у першу чергу Nimrod був розроблений для демонстрації принципів автоматичних цифрових комп'ютерів, і на виставці кожен бажаючий міг придбати інформаційний буклет, що розповідає про комп'ютери, історії техніки, гри нім і про те, як Nimrod грає в них.

## Історія
Nimrod побудований на базі комп'ютера Ferranti Mark I, який, у свою чергу, є серійним варіантом Манчестерського Марка I. Розробка почалася 1 грудня 1950 і закінчилася 12 квітня 1951.
Ідея створити комп'ютер, який грає в нім, з'явилася не випадково. По-перше, при грі в них виникає двійковий запис чисел, а, по-друге, один пристрій для гри в нім, Nimatron, вже було створено Едвардом Кондоном в 1939 році.
Комп'ютер виставлявся у Великій Британії, на Фестивалі Британії, з травня по вересень 1951 року, і в Німеччині, на Берлінському Промисловому Шоу (Berlin Industrial Show), у жовтні того ж року.

## Характеристики
Nimrod містив 480 однакових електронних ламп - подвійних тріодів 12AT7, з яких 350 брали участь у розрахунках, а решта призначалися для заміни вийшли з ладу. Дисплеї управлялися 120 реле, а кілька германієвих діодів виробляли логічну операцію АБО.
На відміну від більшості комп'ютерів, в Nimrod використовувалася система пов'язаних рівнів напруги, а не такти, і демонстратор сам міг вирішувати, з якою швидкістю буде працювати комп'ютер - аж до 10 кГц.
Комп'ютер був дуже великим і громіздким - його розміри становили приблизно 270 см · 360 см · 150 см, при цьому електронна частина займала менше 2% всього обсягу, - такі розміри були вибрані для найбільш зручною демонстрації машини. З іншого боку, через велику кількість незнімних частин і жорстко закріплених елементів, подібні розміри утруднювали транспортування.
Nimrod споживав 6 кВт енергії, з них 4 - на лампи дисплея.

## Ігровий процес
Управління грою здійснювалося за допомогою панелі управління. На ній були розташовані кілька перемикачів режимів гри (звичайна гра в нім або гра в піддавки, право першого ходу, автоматична гра комп'ютера проти самого себе) і налаштувань Nimrod (автоматичний / ручний режим підрахунку, швидкість роботи), а також чотири ряди ламп і кнопок під ними. Ряди ламп відображають купки «паличок», які й треба прибирати. При натисканні на кнопку під лампою, гравець прибирає всі "палички", що знаходяться праворуч від обраної (лампи гаснуть). Крім цього, ліворуч від кожного ряду ігрових ламп знаходиться по одній лампі, що показують, з якого ряду були витягнені «палички» в останньому ході.